# 藕池河
藕池河是长江荆江干流向洞庭湖的四条分流河道之一，也是洞庭湖水沙的来源之一。
藕池河北端为荆江干流南岸的分江口——公安县藕池镇与石首市南口镇之间的藕池口（无闸门，自然状态），南流注入洞庭湖。

## 河道
藕池河水系紊乱，以安乡河、团山河、南县河为西、中、东三条支流。水系河流总长368公里。通航里程204公里。东支为主流。
流经湖北省石首市境内79公里，分为一干三支，即东中支上游干流39公里、西支安乡河19公里、中支团山河20公里、东支鲇鱼须河1公里。
东支即南县河，起自藕池口，入湖南省华容县。在殷家洲(江波渡)又分东、西两支：
- 西支名梅田湖河（扁担河），经梅田湖镇。原在梅田村张家湾分一支名张家湾小河，于“扇子拐”合主流。经易家咀、南岳庙（今操军镇南岳庙社区）至南县城关。于“九斤麻”汇“鲇鱼须河”。
- 东支名鲇鱼须河。全长27公里。原在薛家滩分支西南流，名“西来庵河”，经下闸口，于易家嘴会梅田湖河，现已经封堵入口。主流再于砚溪渡、挪堤拐又分两支西南流，一名砚溪渡小河，一名留仙窖小河。两水在岳城寺汇流，经马蹄、白莲汇西支梅田湖河。

东支的梅田湖河、鲇鱼须河在“九斤麻”汇合后，立即分为两股入湖：
- 西南流名沱江（三仙湖河），起自南洲镇，经乌嘴、八百弓、茅草街入南洞庭湖；全长41.02km。是大通湖垸与育乐垸的界河。由于河道淤塞、河床抬高4.08m，成了悬河。常年无法航行。2002年完成上下堵坝，坝顶高程39.30m。建有上坝引水闸，下坝船闸和泄水闸。
- 东南流为主流，称注滋口河，至注滋口，入东洞庭湖，长106公里，自湘鄂省界经注滋口至团洲长81公里。通航5～300吨级船舶。

中支即团山河，自黄金嘴由东支分出，经团山寺镇，在虎头山（陈家岭）又分为左右两支
- 左支为哑巴渡河为中支主流
- 右支为三岔河（陈家岭河）。为安乡县、南县的界河。长23公里，通航5～30吨级船舶。设有三岔河报汛水位站，最高水位38.53米（1999.07.21），1954年水位37.85米。河道萎缩，行洪能力弱；断流期长，水资源缺乏；局部堤岸冲刷，崩岸不断；堤防透水性强，渗透破坏严重。

左、右两支绕南县南顶垸两侧南下，在青茅岗汇流。继续南下，经河花咀在下柴市入西支。经至南县茅草街汇入澧水洪道，在南嘴入西洞庭湖。总长81公里。河床多泥沙。河道分汊，可季节性通航5～100吨级船舶。 
西支即安乡河，在安乡县境内称为官垱河。起自藕池镇南500米高陵镇进口，作为公安县与石首市的界河，经康家岗、茅草街，入湖南省安乡县，经官垱、麻河口，在南县下柴市汇入中支。西支已失去航运条件。全长91公里，湖北境内19公里（其中湖北、湖南共界5公里），安乡44公里，南县42公里，安、南两县共界9公里。西支康家岗水文站记载：1937年过流6180秒立米，占宜昌来量的11.4%；1954年最高水位为38.84米，分流量2890秒立米，占宜昌来量的4.3%，1981年分流量757秒立米，占宜昌来量的1.1%，1989年分流量为630秒立米，占宜昌来量的1.0%；1991年分流量424秒立迷，站宜昌来量的0.84%；1993年分流量为456秒立米，占宜昌来量的0.85%；1998年最高水位39.67m，分流量为592秒立米，占宜昌来量的0.93%。河道萎缩快，行洪能力差；常年断流，水资源缺乏；堤岸局部遭冲刷，崩岸不断；堤防透水性强，渗透破坏严重。

## 水文历史
清咸丰二年（1852年）荆江南岸藕池天心洲附近的“马林工”堤防，“当洪水高涨不退之际，拟向藕池方面开口消洪，以杀水势，南岸不肯决口，驻防将军用大炮对准南岸轰击，抢险人群纷纷逃命，南岸遂溃”。由于“民力拮据”未堵口。次年汛期，长江水沿决口流向华容县西境，夺占华容河西支。清咸丰十年（1860年）长江特大洪水，在未复堤原溃口的藕池口汹涌南下，冲成大河，长江洪水大部分进入洞庭湖。据中国第一历史档案馆整理的《咸丰朝军机处录副奏折》记载，“水势建瓴直下，漫城而入，水高出城墙丈余，阖邑被淹，江湖连成一片，民堤漫塌尤多”。长江干流带来的大量泥沙，使得藕池河和洞庭湖逐渐淤塞，藕池河的分泄能力也逐年下降。光绪十六年（1890年），湖广总督张之洞在查看荆江大堤和藕池河后在一份奏折中写：“江水入湖挟泥带沙以南趋西湖一带淤地成洲，土人名曰南洲，地广土沃，土客互争，实为湖南隐患。且淤洲日宽，湖面愈狭，内水阻遏不消，滨湖州县，胥受其害。”
1949年前，藕池口多年平均分流量为17558.5m3/s，占宜昌来量的31.41％。1954年长江特大洪水藕池口分流量为14790m3/s，占宜昌来水量的22.14％；径流量1155.9亿m3，占宜昌来量的20.1％。1951年到1966年下荆江裁弯前，平均分流量12201.9m3/s，占宜昌来量的22.24％，径流量平均690.06亿m3，占宜昌同期平均15.38％。1972年下荆江裁弯完成后，多年平均为6465m3/s，占宜昌来量的12.64％。1981年长江上游特大洪水藕池口分流量为8874m3/s，占宜昌来量的12.6％。
藕池口分流大部分洪水进入洞庭湖以后，下荆江流量大大减小，破坏了上下荆江的平衡关系，造成下荆江的大河道与小流量不相适应，就产生河道淤塞弯曲萎缩。1887年、1909年、1947年、1972年分别在古长堤、尺八口、碾子湾、沙滩子发生的四次自然裁弯。下荆江裁弯后，降低了新厂水位约1.3米，等同于抬高了藕池口进流高程，枯水期藕池河口门的河底悬在长江水面3到5米之上。由于洞庭湖南水顶托，藕池河常出现南水倒流，如1998年、1999年、2003年汛期，藕池河中支团山河虎山头至团山寺出现0.03至0.07米负落差。